# Saison 14 des Griffin
Chronologie
Saison 13 Saison 15
La quatorzième saison de la série d'animation Les Griffin (Family Guy) a été diffusée du 27 septembre 2015 au 22 mai 2016 sur le réseau Fox aux États-Unis et sur Citytv au Canada. En France, elle est disponible en français sur Netflix du 22 février 2017 au 31 décembre 2021.

## Épisodes
| No. série | No. saison | Titres (France et Québec)                                           | Titre original                | Réalisation     | Scénario                  | Date de diffusion (FOX) | Dates de diffusion MCM Télétoon    | Code prod. | Audience |
| --- | ---------- | ------------------------------------------------------------------- | ----------------------------- | --------------- | ------------------------- | ----------------------- | ---------------------------------- | ---------- | -------- |
| 250 | 1          | Cuisine et dépendances La surprise du chef                          | Pilling Them Softly           | Jerry Langford  | Hayes Davenport           | 27 septembre 2015       | 25 novembre 2017 13 septembre 2016 | CACX17     | 2.87     |
| Le professeur de Stewie explique à Lois que son comportement en classe est dérangeant. Le docteur Hartman lui prescrit des pilules censées le calmer. Sous le conseil de Meg, Brian en prend aussi et devient alors hyperactif. Tous les deux partent en voyage rencontrer George RR Martin qui leur dit que les pilules sont dépassées. Ils décident d'arrêter d'en consommer mais retournant à Quahog, ils rencontrent le vrai George RR Martin qui proclame qu'un imposteur se balade dans le coin. Pendant ce temps, Peter et Quagmire rejoignent les réseaux télévisés après que Quagmire a surpris ses amis en cuisinant des plats à base d'échantillons Coréens. Finalement, Peter faisant n'importe quoi, Quagmire décide de présenter l'émission sans lui et Peter prépare la sienne. Chacun a droit à un commis. Peter est avec Cleveland et ils jouent pendant que Joe aide sérieusement Quagmire. Le jour de la compétition, Quagmire est sur le point de perdre et Peter se sacrifie pour lui permettre de gagner. Tous les deux retrouvent leur amitié. |            |                                                                     |                               |                 |                           |                         |                                    |            |          |
| 251 | 2          | Jambes de nouilles Le père au fils roulant                          | Papa Has a Rollin' Son        | Steve Robertson | Danny Smith               | 4 octobre 2015          | 27 novembre 2017 20 septembre 2016 | CACX18     | 3.56     |
| La fête des Pères approche. Peter constate qu'il n'a jamais rencontré le père de Joe. Celui-ci lui explique que son père Bud déteste les personnes paraplégiques. Le quatuor essaie donc de trouver un moyen de le refaire marcher, mais n y parvient pas. Comme Peter a informé Bud que Joe était d'accord pour le rencontrer, il a l'idée d'échanger son identité avec celle de Joe. Si au début tout se passe bien, les choses se gâtent quand Peter annonce que Bud va finalement vivre chez eux. Joe tabasse Peter et révèle sa véritable identité à son père qui lui explique alors qu'il avait peur que ses proches finissent handicapés. Pendant ce temps, Stewie apprend qu'il ne mesurera pas plus d'un mètre 55. Il part avec Brian au centre commercial et finit par rencontrer une version miniature de Tom Cruise avec laquelle il passe du bon temps. Mais Stewie apprend que le docteur Hartman s'est trompé et qu'il sera en fait plus grand. Lui et Brian réussissent à piéger le mini Tom Cruise afin de le renvoyer d'où il vient. |            |                                                                     |                               |                 |                           |                         |                                    |            |          |
| 252 | 3          | Aie, Robot ! Amitié robotisée                                       | Guy, Robot                    | Mike Kim        | Chris Regan               | 11 octobre 2015         | 28 novembre 2017 27 septembre 2016 | DACX02     | 2.79     |
| Brian est le seul membre de la famille qui ne supporte pas un numéro comique. S'inspirant des tweets de Stewie, il devient très populaire mais perd son amitié. Pour se venger, Stewie accepte de construire un robot appelé Lyle. Bien qu'idyllique, leur amitié s'arrête quand Lyle construit deux autres robots qui humilient Stewie. Brian vient l'aider mais dans la précipitation, ils se démembrent. Pendant ce temps, le vieux matelas de Lois et Peter étant cassé, ils se réunissent pour en acheter un autre mais leur vie sexuelle en est fortement perturbée. Avec ses amis, Peter part à la recherche de son ancien matelas dans un asile. Voulant le préserver comme symbole de son mariage, Peter convainc Lois de le garder mais ils finissent par s'en débarrasser lorsqu'ils développent des allergies. Le matelas et les robots atterrissent sur le bord du trottoir, où Herbert croit qu'il s'agit d'un piège pour les pédophiles. |            |                                                                     |                               |                 |                           |                         |                                    |            |          |
| 253 | 4          | Peternormal activity Activité Peternormal                           | Peternormal Activity          | Greg Colton     | Chris Sheridan            | 25 octobre 2015         | 28 novembre 2017 6 septembre 2016  | CACX16     | 3.85     |
| Peter et ses amis n'arrivent pas à trouver une vraie histoire de film d'horreur à proposer. En conséquence, ils partent dans un asile abandonné dont ils ne peuvent pas sortir jusqu'à ce qu'ils tombent sur un étrange individu. Ils le tuent, mais la culpabilité vient les hanter. Les gars s'apprêtent à s'auto-dénoncer mais Peter sauve la mise en expliquant qu'il voit là une bonne opportunité de réaliser un film d'horreur. Malheureusement, l'histoire ne leur plaît pas mais au moins, ils ont la conscience tranquille en apprenant le passé de leur victime. Brian, lui, porte des lunettes qui le rendent encore plus arrogant que d'habitude. Stewie demande alors à Chris de l'aider, mais ils s'enferment tous les trois dans un sauna et en ressortent hideux. |            |                                                                     |                               |                 |                           |                         |                                    |            |          |
| 254 | 5          | Peter, Chris & Brian Peter, Chris et Brian                          | Peter, Chris, & Brian         | Joe Vaux        | Patrick Meighan           | 8 novembre 2015         | 28 novembre 2017 4 octobre 2016    | DACX03     | 2.58     |
| Peter reçoit un chèque par la poste à la suite de la vente de la maison de sa mère. Il se souvient alors que sa vieille collection de films porno est encore là bas. Parmi elles, se trouve une vidéo grâce à laquelle il va se rendre compte qu'il a raté sa vie. Il souhaite alors empêcher Chris de faire les mêmes erreurs que lui. Mais après une discussion avec Brian, Peter réalise que son chien serait un meilleur professeur et laisse Chris entre ses mains. Chris s'auto-cultive très vite, mais néglige peu à peu Peter qui se sent abandonné. Alors qu'il en parle à Lois, Chris les entend et réalise que Brian est un imposteur. Chris part retrouver son père au zoo où chacun s'explique. |            |                                                                     |                               |                 |                           |                         |                                    |            |          |
| 255 | 6          | La sœur de Peter                                                    | Peter's Sister                | John Holmquist  | Tom Devanney              | 15 novembre 2015        | 29 novembre 2017 18 octobre 2016   | DACX04     | 2.91     |
| Les Griffin reçoivent le courrier et parmi les lettres, une de Karen, la sœur de Peter qui passe son premier Thanksgiving seule depuis la mort de leur mère. Karen arrive et humilie Peter devant tout le monde, mais chacun la reconnaît comme étant une catcheuse professionnelle du nom de Heavy Flo. Meg, qui au début trouvait ça drôle de voir son père humilié, change d'avis et décide de l'aider quand elle comprend qu'il se conduit comme ça envers elle à cause de cet incident. Peter se déguise en catcheuse et suit un entraînement de la part de ses amis qui s'avère inutile. Le jour du combat, Karen gagne jusqu'à ce que Meg l'assomme avec une vraie chaise et non une chaise truquée. Karen se retrouve en coma et obligée de subir une transfusion de sang, mais Peter s'en moque. |            |                                                                     |                               |                 |                           |                         |                                    |            |          |
| 256 | 7          | Téléphone morose La femme de mon meilleur ami                       | Hot Pocket-Dial               | Steve Robertson | Aaron Lee                 | 22 novembre 2015        | 29 novembre 2017 25 octobre 2016   | DACX06     | 3.37     |
| Les Griffin se retrouvent dans un restaurant ultra chic où Peter expérimente brièvement la vie de dur à cuire. Ils rencontrent Quagmire et son père qui les invitent à venir se joindre à eux. Mais lorsque les Griffin rentrent, Peter découvre que Quagmire l'a accidentellement appelé et a révélé qu'il aimait Lois. Leur relation se dégrade à tel point que Quagmire décide de déménager. Sans lui, la bande a du mal à se parler. Lois décide de lui rendre visite à son nouvel appartement où Cleveland, Joe et Peter se trouvent et ils finissent par se réconcilier. |            |                                                                     |                               |                 |                           |                         |                                    |            |          |
| 257 | 8          | Swanson l'a dans le dos Dos à Joe                                   | Brokeback Swanson             | Julius Wu       | Ted Jessup                | 6 décembre 2015         | 29 novembre 2017 1er novembre 2016 | DACX07     | 3.63     |
| Peter, Cleveland et Quagmire se rendent à une course de taureaux mais excluent Joe à cause de sa paraplégie. Sauf qu’il se pointe quand même et finit complètement écrasé. Devenu tétraplégique, Joe se retrouve seul quand sa femme le quitte et emmène leur fille avec elle. Ses amis tentent vainement de s’occuper de lui mais 24 heures sur 24 s’épuisent assez vite et le confient à une institution. Lois le faisant culpabiliser, Peter part récupérer son ami mais un coup de fil du docteur Hartman lui fait réaliser que la tétraplégie est causée par le téléphone qu’Hartman a laissé dans le corps de Joe pendant qu’il l’opérait et le fait revenir à sa normale. Pendant ce temps, Brian couche avec une femme mariée à un vétéran d’Irak. Ne connaissant pas la voix de Brian, l’homme est incapable de l’identifier comme l’amant de sa femme, mais le prenant pour le chien de la famille, il l’attache solidement à un pic dans le jardin. Afin de pouvoir le récupérer, Stewie et Chris s’appuient sur l’aide du vice-président Biden. |            |                                                                     |                               |                 |                           |                         |                                    |            |          |
| 258 | 9          | Tirer dans le noir                                                  | A Shot in the Dark            | Brian Iles      | Mike Desilets             | 13 décembre 2015        | 30 novembre 2017 11 octobre 2016   | DACX05     | 3.74     |
| Peter et ses amis ont trouvé une nouvelle façon de prendre du bon temps en déplaçant le canapé familial des Griffin dehors. Sauf qu’un jour, le meuble est volé. En voulant monter un comité de surveillance dans le quartier, il blesse un rôdeur qui s’avère être Jr, le fils de Cleveland. Désormais considéré comme un raciste, Peter se retrouve incarcéré mais Carter parvient à le libérer et même à remporter un procès. Cleveland, outré, refuse de le revoir jusqu’à ce que Peter accepte la responsabilité de son acte, poussant Cleveland à revoir son jugement. Jr pardonne à Peter, publiquement, mais en privé, le menace en lui disant qu’il n’a pas oublié. |            |                                                                     |                               |                 |                           |                         |                                    |            |          |
| 259 | 10         | Bonbon Quahog Guimauve Viens t'en à la maison                       | Candy, Quahog Marshmallow     | Joseph Lee      | Cherry Chevapravatdumrong | 3 janvier 2016          | 30 novembre 2017 8 novembre 2016   | DACX01     | 3.26     |
| En apprenant que Quagmire a joué autrefois dans une série télévisée, en Corée, Peter, Cleveland et Joe découvrent qu’il manque le dernier épisode. Quagmire lui-même ne s’en souvient pas, étant donné qu’il ne l’a pas vu et que les épisodes ont été tournés dans le désordre. Ils s’en vont donc en Corée du Sud où Quagmire retrouve sa partenaire avec laquelle il sortait et son public qui ne l’a pas oublié. En voyant l’épisode, Quagmire, après avoir écouté les commentaires désagréables de Peter, décide de rester en Corée, mais il change d’avis quand il apprend que toute la famille de son amante devra dormir avec eux. |            |                                                                     |                               |                 |                           |                         |                                    |            |          |
| 260 | 11         | L'enfant star Kid Kodak                                             | The Peanut Butter Kid         | Greg Colton     | Artie Johann              | 10 janvier 2016         | 30 novembre 2017 15 novembre 2016  | DACX08     | 3.92     |
| Une lettre de la banque permet aux Griffin de faire le point sur leur état financier. Ne pouvant pas payer les études de Stewie, le seul enfant encore capable d'en faire, selon ses parents, Lois essaie de trouver de bonnes idées, mais Peter préfère investir dans l’achat d’un détecteur de métal. Il s’en sert pour commettre quelques vols avant de le revendre dans un centre commercial.En s y rendant, ils découvrent qu’une audition pour des bébés jouant dans une publicité pour du beurre de cacahuète a lieu. Stewie est sélectionné, mais ses parents lui font vivre un enfer télévisé avant que Brian ne les raisonne en leur parlant de plusieurs enfants stars qui ont mal fini. |            |                                                                     |                               |                 |                           |                         |                                    |            |          |
| 261 | 12         | Carter se venge Les dindons de la farce                             | Scammed Yankees               | Jerry Langford  | Ray James                 | 17 janvier 2016         | 1er décembre 2017 22 novembre 2016 | DACX09     | 3.40     |
| Lois et sa mère partant au spa pour la journée, Peter doit s’occuper de son beau-père Carter mais il ne peut lui éviter un spam venant d’un prince nigérien. Carter veut alors récupérer son argent et oblige Peter à l’accompagner. Mais arrivés là-bas, Peter se retrouve prisonnier pendant que Carter joue les héros jusqu’à ce que Lois intervienne. Carter s’excuse et promet de reconstruire le village qu’il a pillé. Pendant ce temps, Brian fait preuve d’une étrange passion pour Patty, l’une des amies de Meg, jusqu’à ce que celle-ci finisse par mettre fin à leur relation. |            |                                                                     |                               |                 |                           |                         |                                    |            |          |
| 262 | 13         | Jeu, sexe et match Chris le castrat                                 | An App a Day                  | Mike Kim        | Anthony Blasucci          | 14 février 2016         | 1er décembre 2017 29 novembre 2016 | DACX12     | 2.57     |
| Peter et Quagmire sont en froid à cause d’une musique qui passe. Heureusement, l’appli de Cleveland les tire d’affaire. Peter charge alors un tas d’applications sur son portable qui finit par saturer et le donne à Chris. Ce dernier tombe amoureux d’une élève mais suivant le mauvais conseil de Neil, il lui envoie une photo de son appareil génital. Pris pour un pervers, rejeté de tous, même d’Herbert, Chris doit suivre des cours de réhabilitation donnés par Quagmire mais ceux-ci s’avérant infructueux, il opte pour la castration chimique qui change radicalement son comportement. Stewie, lui, a une nouvelle passion, le tennis. Il demande à Brian de l’accompagner mais lui s’entraîne sérieusement alors que Brian passe son temps à draguer. Grâce à sa castration, Chris devient un élève très apprécié mais à la bibliothèque, alors que Marcie, la fille sur laquelle il avait des vues, lui touche l’épaule, les effets s’inversent et il retrouve son énergie sexuelle. Brian ne s’entraîne pas au point que Stewie et lui perdent le match malgré le fait qu’il a un peu progressé. Chris redevient celui qu’il était pendant que Peter demande à Brian ce qu’il a fait au cours de l’épisode. |            |                                                                     |                               |                 |                           |                         |                                    |            |          |
| 263 | 14         | Cocktail Peter La loi Peter                                         | Underage Peter                | Joseph Lee      | Shawn Ries                | 21 février 2016         | 1er décembre 2017 6 décembre 2016  | DACX13     | 2.72     |
| Peter accepte de relever un nouveau défi complètement idiot consistant à avaler n’importe quoi ou à faire n’importe quoi en échange de dix dollars. Malheureusement, son dernier défi consistant à inonder la bibliothèque oblige le maire West à promulguer une nouvelle loi qui interdit toute consommation d’alcool aux moins de 50 ans. Brian n’est pas concerné, puisque son statut de canidé le montre âgé de 56 ans. Il accepte donc de servir de fournisseur, malgré les recommandations de Stewie jusqu’à ce que Peter le dénonce et le condamne à des travaux d’intérêt général. Par son comportement idiot, Peter est lui aussi obligé d y participer. Bien qu’étant rivaux dans un premier temps, Peter et Brian tombent d’accord sur la stupidité de cette loi et partent en parler au Maire West. Lui accepte de l’abroger étant donné que sa femme encore jeune boit de l’alcool. |            |                                                                     |                               |                 |                           |                         |                                    |            |          |
| 264 | 15         | Ce qui se passe en haut reste en haut Ce qui se passe au grenier... | A Lot Going on Upstairs       | Joe Vaux        | Steve Callaghan           | 6 mars 2016             | 4 décembre 2017 13 décembre 2016   | DACX11     | 2.74     |
| Stewie souffre de cauchemars récurrents très étranges dans lesquels par exemple, il se trompe lors du générique de la série. Le seul élément récurrent est un monstre noir aux yeux jaunes et au sourire carnassier. En parlant à Brian, Stewie invente une machine qui l’envoie dans son subconscient et il finit par comprendre que le monstre n’est autre que Brian qu’il a peur de décevoir. Stewie apprend la vérité à son réveil, mais il n y croit pas une seconde. Pendant ce temps, Peter doit dormir au grenier puisque Stewie réquisitionne le lit de ses parents. Mais il y prend tellement goût qu’il y installe une garçonnière avec ses amis. Comme ils ne veulent pas en partir, Lois leur bloque la sortie et ils deviennent fous. Peter et Lois se disputent quelques instants puis finissent par s’excuser. |            |                                                                     |                               |                 |                           |                         |                                    |            |          |
| 265 | 16         | Un chien chaud Coup chien                                           | The Heartbreak Dog            | Brian Iles      | Lew Morton                | 13 mars 2016            | 4 décembre 2017 20 décembre 2016   | DACX14     | 2.98     |
| Le voisinage est réuni à l’occasion du 46ème anniversaire de Bonnie. Celle-ci déprime en revisionnant un vieux film qui était celui de leur mariage à Joe et elle. En effet, à cette époque, Joe pouvait encore marcher. Voyant Bonnie triste, Brian décide de la réconforter mais finit par l’embrasser. Peter , mis rapidement au courant, jure de garder le secret, mais les Swanson se rendent à une soirée charade chez les Griffin et Brian et Bonnie doivent discuter de leur acte. Peter finit par révéler à Joe l’infidélité de Brian, poussant Joe à se venger en lui volant sa voiture et en le droguant pour le ridiculiser. Tous les deux prévoient alors de s’enfuir, jusqu’à ce que la voiture de Brian tombe en panne. Joe retrouve Bonnie et admet qu’il est trop dépendant d’elle tout en tirant sur Brian. Pendant ce temps, Chris et Meg font du bénévolat dans une maison de retraite, mais ne peuvent s’empêcher de voler les résidents. Ceux-ci acceptent de ne pas alerter la police, en échange de quoi ils devront supporter leurs histoires. |            |                                                                     |                               |                 |                           |                         |                                    |            |          |
| 266 | 17         | Courrier du cœur La postière                                        | Take a Letter                 | John Holmquist  | Kevin Biggins             | 17 avril 2016           | 4 décembre 2017 27 décembre 2016   | DACX15     | 2.93     |
| L’école maternelle de Stewie se dégrade, obligeant Lois à envoyer une lettre de recommandation pour un établissement privé. Cleveland, qui travaille à la poste, propose à Lois un emploi de factrice. En l’acceptant, Lois ne se rend pas compte que dans les tâches qu’on lui demanderait, elle aurait à envoyer le courrier resté bloqué contenant une lettre de Peter à Gretchen, une femme qu’il devait épouser une semaine avant de la rencontrer. Mais Gretchen est une femme possessive qui va peu à peu obliger le couple à se révéler des vérités. Pendant ce temps, dans sa nouvelle école, Stewie organise une fête dans un manoir qui n’est pas le sien pour impressionner sa classe. |            |                                                                     |                               |                 |                           |                         |                                    |            |          |
| 267 | 18         | Les nouvelles aventures du bon vieux Tom                            | The New Adventures of Old Tom | Steve Robertson | Travis Bowe               | 8 mai 2016              | 5 décembre 2017 3 janvier 2017     | DACX16     | 2.76     |
| La famille Griffin se rend dans un centre commercial afin d’acheter de nouveaux sous-vêtements à Lois. Là-bas, Brian rencontre une fille dont il tombe amoureux et qui s’occupe de vendre des bijoux. Ne voulant pas lui révéler sa véritable identité, il prétend être millionnaire mais bien sûr, en guise de preuve, il doit lui apporter une bague. Une chose qui serait plus facile si Chris ne l’avait pas mangée, obligeant Stewie à intervenir. Pendant ce temps, Peter veut essayer le train miniature qu’on lui refuse étant donné qu’il est adulte. Peter commence à faire l’imbécile et sa famille ne le voyant pas, rentre sans lui. Il décide donc d’utiliser le train quand même quitte à provoquer un accident. Un accident qui ne sera pas sans conséquence physique sur lui, mais qui aura un impact sur la carrière de Tom Tucker, remplacé par un jeune journaliste. Ne voulant pas que Tom se retrouve au chômage, Peter feint une tentative de suicide stoppée par Tucker pour qu’il retrouve son emploi. |            |                                                                     |                               |                 |                           |                         |                                    |            |          |
| 268 | 19         | Le roi Chris Cours, Chris, cours                                    | Run, Chris, Run               | Julius Wu       | Damien Fahey              | 15 mai 2016             | 5 décembre 2017 10 janvier 2017    | DACX17     | 2.65     |
| À la surprise générale, Chris apprend qu’il est roi de promotion. Bien qu’étant ravie pour lui, sa famille cherche à en comprendre les raisons. Brian et Stewie enquêtent et ils se rendent compte que tout ça n’est qu’un coup monté. Chris refuse de voir la vérité en face jusqu’à ce qu’il réalise le soir du bal qu’ils disaient vrai. Pendant ce temps, Cleveland est obligé de payer la note quand ses amis s’absentent. Trouvant un nouvel ami en la personne de Jérôme, le barman, Cleveland rejette ses anciens copains et également la théorie que tous les deux passent du temps ensemble en raison de leur couleur de peau. Malheureusement, Jérôme la confirme, le faisant reconsidérer son choix. |            |                                                                     |                               |                 |                           |                         |                                    |            |          |
| 269 | 20         | Voyage en Inde En route vers l'Inde                                 | Road to India                 | Greg Colton     | Danny Smith               | 22 mai 2016             | 5 décembre 2017 17 janvier 2017    | DACX18     | 2.59     |
| L’ordinateur de Brian connaît un dysfonctionnement. En appelant une technicienne Indienne appelée Padma, il en tombe amoureux et Stewie et lui partent en Inde. Malheureusement, Brian apprend que Padma doit en épouser un autre. Elle se révolte contre son père et Brian accepte de travailler dur pour rembourser la dot qu’il lui devait, mais il perd à un jeu de questions réponses sur l’Inde, poussant Padma à le quitter puisqu’il ne connaît rien sur le pays. Pendant ce temps, Peter est invité par Joe à une soirée au bingo, mais quand il gagne le premier jeu, la célébrité lui monte à la tête et il lui vole peu à peu la vedette jusqu’à ce que Lois ne demande à Chris et Meg d’intervenir. |            |                                                                     |                               |                 |                           |                         |                                    |            |          |